# Cártel de Colima
El Cártel de Colima (también llamado Cártel de los Amezcua Contreras) fue una organización criminal mexicana dedicada al tráfico ilegal de drogas y a la producción de metanfetaminas y otras drogas químicas, fuera del control del Cártel de Sinaloa. La organización fue manejada en su mayoría por familiares de Jesús y Adán Amezcua.
Este cártel no tiene como relación con el grupo delincuencial Los Mezcales, los cuáles en ocasiones usan el nombre de Cártel de Colima, siendo esta organización una escisión del Cártel de Jalisco Nueva Generación.

## Historia
El Cártel de Colima se creó en 1988 y originalmente solo operaba mediante tráfico cocaína para los cárteles colombianos, pero luego se convirtió en tráfico y procesamiento de metanfetamina. La Drug Enforcement Administration estadounidense siguió estas operaciones de contrabando desde 1988. Se cree que el cártel estableció sus raíces en las metanfetaminas a finales de los años 80´s y principios de los 90´s, mientras que otros cárteles mexicanos se habían centrado en el comercio de cocaína, heroína y mariguana. Varios exintegrantes del Cártel de Colima se aliaron con el Cartel Jalisco Nueva Generación unidos al igual que otros brazos armados pasando a ser parte de él; en parte nuevo elemento.
Se cree que el Cartel de Colima obtuvo grandes cantidades del precursor efedrina a través de contactos en Tailandia y India, y luego lo distribuyó a diferentes laboratorios de metanfetamina en México y los Estados Unidos. El cartel de Colima se ha convertido en una rama del Cartel de Sinaloa al igual que el Cártel del Milenio, Cartel de Guadalajara y Cartel de Sonora. Lo que separó al Cartel de Colima de otras operaciones de tráfico fue su control del comercio de metanfetamina, en lugar de recibir un porcentaje de las mercancías contrabandeadas para los carteles colombianos.
El cartel pudo pactar con las bandas de motociclistas anteriores y con traficantes independientes que una vez dominaron el comercio de metanfetamina en EE. UU. En 1992, el Cartel de Colima, gracias a sus operaciones comerciales, pudo establecer contactos de anfetaminas en Suiza, India, Alemania y la República Checa.  La DEA ha informado que el Cartel de Colima reclutó a familiares para operar en los dos primeros niveles de su organización, "aislando la estructura". Los familiares y amigos cercanos formaron los dos primeros niveles que luego reclutaron a personas no relacionadas de bajo nivel para operar el proceso de elaboración de metanfetamina y el contrabando hacia los Estados Unidos.

## Arrestos
El 10 de noviembre de 1997 Adán Amezcua fue detenido en su ciudad natal de  Colima por cargos de armas por agentes de la Unidad Especial en Delincuencia Organizada. Meses después el 1 de junio de 1998 Luis y Jesús Amezcua fueron detenidos en Guadalajara, Jalisco, por agentes de la ex agencia antinarcóticos mexicana, la Fiscalía Especial para Atención a los Delitos contra la Salud (FEADS). . Se encuentra recluido en la prisión de máxima seguridad de Almoloya, condenado a 49 años de prisión.
Según documentos de la procuraduría de la Ciudad de México, mencionaron que la organización de los hermanos Amezcua estarían detrás del asesinato del comediante Paco Stanley.
Se creía que el Cartel de Colima en el momento de los arrestos de Luis y Jesús era "la organización de tráfico de metanfetamina más prominente que operaba ... así como el principal proveedor de productos químicos para otras organizaciones de tráfico de metanfetamina". Nueve días después de su arresto, el New York Times informó que dos de los tres cargos que enfrentaban Luis y Jesús Amezcua Contreras fueron retirados. El juez José Nieves Luna Castro retiró de cada uno, un cargo de asociación criminal y lavado de dinero, diciendo que habían sido acusados bajo estatutos que no estaban vigentes al momento de sus presuntos delitos, dejando un cargo restante para cada uno de los hermanos. El 4 de mayo de 2001, Adán Amezcua fue arrestado por cargos de lavado de dinero, en Zapopan, Jalisco.
En mayo de 2002, un tribunal federal bloqueó la extradición programada de José de Jesús Amezcua a Estados Unidos para enfrentar cargos de narcotráfico porque la solicitud de extradición de Estados Unidos no cumplía con el requisito de México de que los criminales extraditados no enfrentan la posibilidad de pena capital o una cadena perpetua. En el año 2005, las autoridades arrestaron a 1785 colaboradores de este cartel. A pesar de esto, algunos remanentes siguen operando en los estados de Baja California, Nuevo León, Aguascalientes, Jalisco, Colima, Michoacán y Ciudad de México.

## Organización
En octubre de 2008, autoridades del Departamento del Tesoro de los Estados Unidos, logrado con base en información financiera y detenciones de narcotraficantes, identificaron que la Organización Amezcua Contreras tiene dos líderes que aún se encuentran prófugos:
Patricia Amezcua Contreras, (hermana de Adán, Jesús y Luis) responsable de las operaciones generales, y Telesforo Baltazar Tirado Escamilla, quien con su empresa Collins Group dirigen el tráfico de pseudoefedrina. Habían sido ayudados por sus hijos y lugartenientes Rolando, Luis Alfonso Tirado Díaz y Trinidad Ramirez (Compa Trini), pero en este momento, sin embargo, el Cartel de Colima figuraba en la lista de tenientes y agentes de la desviación de pseudoefedrina y no un líder real.